# Beneluxcar
 (mars 2025).
Motif : Où sont les sources permettant de démontrer l'admissibilité de cette entreprise sur Wikipédia ?
- Archive Wikiwix
- Bing
- Cairn
- DuckDuckGo
- E. Universalis
- Gallica
- Google
- G. Books
- G. News
- G. Scholar
- Persée
- Qwant
- (zh) Baidu
- (ru) Yandex
- (wd) trouver des œuvres sur Wikidata

| 1. | Préciser le motif de la pose du bandeau. | Précisez le motif de la pose du bandeau en utilisant la syntaxe suivante : {{admissibilité à vérifier\|date=mars 2025\|motif=remplacez ce texte par le motif}}                  |
| 2. | Informer les utilisateurs concernés.     | Pensez à avertir le créateur de l'article, par exemple, en insérant le code ci-dessous sur sa page de discussion : {{subst:avertissement admissibilité à vérifier\|Beneluxcar}} |

Beneluxcar est une agence de location de voitures fondée en 1977. Elle possède plus de 3500 agences dans le monde, offrant des services de location en Europe, Australie, Asie, Caraïbe et Afrique. 
Beneluxcar assure aussi la réservation d'hôtels. Elle est présente dans les plus grandes villes d'Espagne comme Madrid, Barcelone, Alicante, etc.